# Thlaspi apterocarpum
Thlaspi apterocarpum är en korsblommig växtart som först beskrevs av Karl Heinz Rechinger och Paul Aellen, och fick sitt nu gällande namn av Mozaff. Thlaspi apterocarpum ingår i släktet skärvfrön, och familjen korsblommiga växter. Inga underarter finns listade i Catalogue of Life.